# Großer Preis von Kanada 2022
Der Große Preis von Kanada 2022 (offiziell Formula 1 AWS Grand Prix du Canada 2022) fand am 19. Juni auf dem Circuit Gilles-Villeneuve in Montreal statt und war das neunte Rennen der Formel-1-Weltmeisterschaft 2022.

## Bericht

### Hintergründe
Nach dem Großen Preis von Aserbaidschan führte Max Verstappen in der Fahrerwertung mit 21 Punkten vor Sergio Pérez und mit 34 Punkten vor Charles Leclerc. In der Konstrukteurswertung führte Red Bull mit 80 Punkten vor Ferrari und mit 118 Punkten vor Mercedes.
Der Große Preis von Kanada wurde zum ersten Mal seit 2019 ausgetragen, 2020 und 2021 musste der Grand Prix aufgrund der COVID-19-Pandemie abgesagt werden.
Yuki Tsunoda, Lance Stroll, Verstappen (jeweils sieben), Pérez, Valtteri Bottas, Fernando Alonso (jeweils fünf), Pierre Gasly, Esteban Ocon, Alexander Albon, Nicholas Latifi (jeweils vier), Lewis Hamilton, Kevin Magnussen, Lando Norris, Daniel Ricciardo (jeweils zwei), Sebastian Vettel, Zhou Guanyu und George Russell (jeweils einer) gingen mit Strafpunkten ins Wochenende. Dazu gingen Tsunoda (drei), Carlos Sainz jr. (zwei), Albon, Ocon, Ricciardo, Stroll und Alonso (jeweils eine) mit Verwarnungen ins Wochenende.
Mit Hamilton (siebenmal), Vettel (zweimal), Alonso und Ricciardo (jeweils einmal) traten vier ehemalige Sieger zu diesem Grand Prix an.
Als Rennkommissare für dieses Rennwochenende fungierten Gerd Ennser (DEU), Richard Norbury (GBR), Emanuele Pirro (ITA) und Marcel Demers (CAN).

### Training
Verstappen fuhr im ersten freien Training in 1:15,158 Minuten die Bestzeit vor Sainz jr. und Alonso.
In 1:14,127 Minuten erzielte Verstappen auch im zweiten freien Training die Bestzeit vor Leclerc und Sainz jr.
Alonso fuhr mit einer Rundenzeit von 1:33,836 Minuten im dritten freien Training die Bestzeit vor Gasly und Vettel.

### Qualifying
Das Qualifying bestand aus drei Teilen mit einer Nettolaufzeit von 45 Minuten. Im ersten Qualifying-Segment (Q1) hatten die Fahrer 18 Minuten Zeit, um sich für das Rennen zu qualifizieren. Alle Fahrer, die im ersten Abschnitt eine Zeit erzielten, die maximal 107 Prozent der schnellsten Rundenzeit betrug, qualifizierten sich für den Grand Prix. Die besten 15 Fahrer erreichten den nächsten Teil. Verstappen war Schnellster. Die beiden AlphaTauri- und Aston-Martin-Piloten sowie Latifi schieden aus.
Der zweite Abschnitt (Q2) dauerte 15 Minuten. Die schnellsten zehn Piloten qualifizierten sich für den dritten Teil des Qualifyings. Verstappen war Schnellster, Bottas, Albon, Pérez, Norris und Leclerc schieden aus.
Der letzte Abschnitt (Q3) ging über eine Zeit von zwölf Minuten, in denen die ersten zehn Startpositionen vergeben wurden. Verstappen fuhr mit einer Rundenzeit von 1:21,299 Minuten die Bestzeit vor Alonso und Sainz jr. Zum ersten Mal seit dem Großen Preis von Deutschland 2012 startet Alonso aus der ersten Reihe, zeitgleich erzielten Mick Schumacher mit dem sechsten Platz und Zhou mit dem zehnten Platz die bisher besten Qualifying-Positionen ihrer jeweiligen Formel-1-Karrieren.
Vor dem Rennen gab es für Leclerc und Tsunoda Strafversetzungen durch Motorenwechsel. Beide wurden ans Ende des Feldes versetzt, da Leclerc im Qualifying besser platziert war, startete er vor Tsunoda von Rang 19.

### Rennen
Aus der ersten Reihe erwischte Verstappen einen besseren Start als Alonso und behielt die Führung bis in die erste Kurve. In Kurve drei fuhren Magnussen und Hamilton Seite an Seite und hatten eine leichte Berührung. An Hamiltons Auto war nichts kaputt, aber Magnussens vordere Frontflügelendplatte hing herunter. Nach Beschwerden von Ocon und anderen trug Magnussen die schwarze und orangefarbene Flagge, was bedeutete, dass er gezwungen war, an die Box zu fahren, um den Schaden zu reparieren. Nach dem Rennen behauptete Magnussen, es sei zu einfach, die Rennleitung zu „beeinflussen“.
In Runde acht kam Pérez aufgrund eines Getriebeschadens in Kurve acht von der Rennstrecke ab, schied aus dem Rennen aus und brachte das virtuelle Safety-Car (VSC) zum Einsatz. Red Bull nutzte die VSC-Phase und schickte Verstappen auf einen neuen Satz harter Reifen. Verstappen kehrte als Dritter hinter Sainz jr. und Alonso ins Rennen zurück. In Runde 19 schied Schumacher mit einem Motorschaden aus, was den zweiten VSC des Rennens zur Folge hatte. Ferrari entschied sich dafür, Sainz jr. an die Box zu holen, und er kam als Zweiter zurück, 9,5 Sekunden hinter Verstappen. Verstappen kam in Runde 43 unter grünen Flaggen an die Box, um neue harte Reifen zu holen, und landete hinter Sainz jr. und Hamilton auf dem dritten Platz. Mit frischen Reifen konnte Verstappen Hamilton in den ersten beiden Sektoren dicht folgen, bevor er ihn am Ende der 43. Runde zwischen den Kurven 10 und 12 überholte und sich den zweiten Platz zurückholte.
In Runde 48 verbremste sich Tsunoda in Kurve zwei, nachdem er am Boxenausgang blockiert hatte, und brachte das Safety-Car heraus, das es Sainz jr. ermöglichte, an die Box zu gehen, um neue harte Reifen zu holen, und sich mit sechs Runden jüngeren Reifen direkt hinter dem Spitzenreiter Verstappen wieder einzureihen. Bei einem 16-Runden-Sprint bis zum Ziel hätte Sainz jr. auf der Geraden zwischen Kurve 10 und 12 beinahe Verstappen überholen können, allerdings konnte Verstappen sich verteidigen.
Verstappen gewann mit knapp einer Sekunde Vorsprung, Sainz jr. wurde Zweiter. Hamilton komplettierte das Podium, Russell wurde Vierter. Leclerc schaffte es auf den fünften Platz, nachdem er sich ein neues Triebwerk zugelegt hatte und vom 19. Startplatz aus startete, wodurch er den Schaden in seinem Kampf um den Titel begrenzte. Ocon überquerte die Ziellinie als Sechster vor seinem Teamkollegen Alonso, der mitten im Rennen unter einem Motorproblem litt. Eine Strafe nach dem Rennen, weil er auf der Geraden mehrfach die Spur wechselte und nicht überholt zu werden, führte dazu, dass Alonso im Ziel vom siebten Platz auf den neunten Platz zurückfiel, hinter Bottas und Guanyu. Stroll komplettierte die Top-Ten-Platzierung bei seinem Heimrennen. Sainz jr. erzielte die schnellste Rennrunde und erhielt dafür einen zusätzlichen Punkt.
In der Fahrerwertung vergrößerte Verstappen seinen Vorsprung, Pérez blieb vor Leclerc. In der Konstrukteurswertung blieben die ersten drei Plätze unverändert.

## Meldeliste
| Team                                  | Nr. | Fahrer           | Chassis                           | Motor                             | Reifen |
| ------------------------------------- | --- | ---------------- | --------------------------------- | --------------------------------- | ------ |
| Oracle Red Bull Racing                | 01  | Max Verstappen   | Red Bull Racing RB18              | Red Bull RBPTH001                 | P      |
| Oracle Red Bull Racing                | 11  | Sergio Pérez     | Red Bull Racing RB18              | Red Bull RBPTH001                 | P      |
| Mercedes-AMG Petronas F1 Team         | 63  | George Russell   | Mercedes-AMG F1 W13 E Performance | Mercedes-AMG F1 M13 E Performance | P      |
| Mercedes-AMG Petronas F1 Team         | 44  | Lewis Hamilton   | Mercedes-AMG F1 W13 E Performance | Mercedes-AMG F1 M13 E Performance | P      |
| Scuderia Ferrari                      | 16  | Charles Leclerc  | Ferrari F1-75                     | Ferrari 066/7                     | P      |
| Scuderia Ferrari                      | 55  | Carlos Sainz jr. | Ferrari F1-75                     | Ferrari 066/7                     | P      |
| McLaren F1 Team                       | 03  | Daniel Ricciardo | McLaren MCL36                     | Mercedes-AMG F1 M13 E Performance | P      |
| McLaren F1 Team                       | 04  | Lando Norris     | McLaren MCL36                     | Mercedes-AMG F1 M13 E Performance | P      |
| BWT Alpine F1 Team                    | 14  | Fernando Alonso  | Alpine A522                       | Renault E-Tech RE22               | P      |
| BWT Alpine F1 Team                    | 31  | Esteban Ocon     | Alpine A522                       | Renault E-Tech RE22               | P      |
| Scuderia AlphaTauri                   | 10  | Pierre Gasly     | AlphaTauri AT03                   | Red Bull RBPTH001                 | P      |
| Scuderia AlphaTauri                   | 22  | Yuki Tsunoda     | AlphaTauri AT03                   | Red Bull RBPTH001                 | P      |
| Aston Martin Aramco Cognizant F1 Team | 18  | Lance Stroll     | Aston Martin AMR22                | Mercedes-AMG F1 M13 E Performance | P      |
| Aston Martin Aramco Cognizant F1 Team | 05  | Sebastian Vettel | Aston Martin AMR22                | Mercedes-AMG F1 M13 E Performance | P      |
| Williams Racing                       | 23  | Alexander Albon  | Williams FW44                     | Mercedes-AMG F1 M13 E Performance | P      |
| Williams Racing                       | 06  | Nicholas Latifi  | Williams FW44                     | Mercedes-AMG F1 M13 E Performance | P      |
| Alfa Romeo F1 Team ORLEN              | 77  | Valtteri Bottas  | Alfa Romeo C42                    | Ferrari 066/7                     | P      |
| Alfa Romeo F1 Team ORLEN              | 24  | Zhou Guanyu      | Alfa Romeo C42                    | Ferrari 066/7                     | P      |
| Haas F1 Team                          | 20  | Kevin Magnussen  | Haas VF-22                        | Ferrari 066/7                     | P      |
| Haas F1 Team                          | 47  | Mick Schumacher  | Haas VF-22                        | Ferrari 066/7                     | P      |

## Klassifikationen

### Qualifying
| Pos.                                                                      | Fahrer           | Konstrukteur                 | Q1       | Q2         | Q3       | Start |
| ------------------------------------------------------------------------- | ---------------- | ---------------------------- | -------- | ---------- | -------- | ----- |
| 01                                                                        | Max Verstappen   | Red Bull Racing-RBPT         | 1:32,219 | 1:23,746   | 1:21,299 | 01    |
| 02                                                                        | Fernando Alonso  | Alpine-Renault               | 1:32,277 | 1:24,848   | 1:21,944 | 02    |
| 03                                                                        | Carlos Sainz jr. | Ferrari                      | 1:32,781 | 1:25,197   | 1:22,096 | 03    |
| 04                                                                        | Lewis Hamilton   | Mercedes                     | 1:33,841 | 1:25,543   | 1:22,891 | 04    |
| 05                                                                        | Kevin Magnussen  | Haas-Ferrari                 | 1:32,957 | 1:26,254   | 1:22,960 | 05    |
| 06                                                                        | Mick Schumacher  | Haas-Ferrari                 | 1:33,707 | 1:25,684   | 1:23,356 | 06    |
| 07                                                                        | Esteban Ocon     | Alpine-Renault               | 1:33,012 | 1:26,135   | 1:23,529 | 07    |
| 08                                                                        | George Russell   | Mercedes                     | 1:33,160 | 1:24,950   | 1:23,557 | 08    |
| 09                                                                        | Daniel Ricciardo | McLaren-Mercedes             | 1:33,636 | 1:26,375   | 1:23,749 | 09    |
| 10                                                                        | Zhou Guanyu      | Alfa Romeo-Ferrari           | 1:33,692 | 1:26,116   | 1:24,030 | 10    |
| 11                                                                        | Valtteri Bottas  | Alfa Romeo-Ferrari           | 1:33,689 | 1:26,788   | –        | 11    |
| 12                                                                        | Alexander Albon  | Williams-Mercedes            | 1:34,047 | 1:26,858   | –        | 12    |
| 13                                                                        | Sergio Pérez     | Red Bull Racing-RBPT         | 1:33,929 | 1:33,127   | –        | 13    |
| 14                                                                        | Lando Norris     | McLaren-Mercedes             | 1:34,066 | keine Zeit | –        | 14    |
| 15                                                                        | Charles Leclerc  | Ferrari                      | 1:33,008 | keine Zeit | –        | 19    |
| 16                                                                        | Pierre Gasly     | AlphaTauri-RBPT              | 1:34,492 | –          | –        | 15    |
| 17                                                                        | Sebastian Vettel | Aston Martin Aramco-Mercedes | 1:34,512 | –          | –        | 16    |
| 18                                                                        | Lance Stroll     | Aston Martin Aramco-Mercedes | 1:35,352 | –          | –        | 17    |
| 19                                                                        | Nicholas Latifi  | Williams-Mercedes            | 1:35,660 | –          | –        | 18    |
| 20                                                                        | Yuki Tsunoda     | AlphaTauri-RBPT              | 1:36,575 | –          | –        | 20    |
| 107-Prozent-Zeit: 1:38,674 min (bezogen auf Q1-Bestzeit von 1:32,219 min) |                  |                              |          |            |          |       |

Anmerkungen
1. ↑  Leclerc wurde aufgrund des dritten Wechsels der Kontrollelektronik in der Saison um zehn Startplätze nach hinten versetzt.
2. ↑  Leclerc wurde wegen eines Motorenwechsels ans Ende des Feldes versetzt.
3. ↑  Tsunoda wurde wegen eines Motorenwechsels ans Ende des Feldes versetzt.

### Rennen
| Pos. | Fahrer           | Konstrukteur                 | Runden | Stopps | Zeit        | Start | Schnellste Runde |
| ---- | ---------------- | ---------------------------- | ------ | ------ | ----------- | ----- | ---------------- |
| 01   | Max Verstappen   | Red Bull Racing-RBPT         | 70     | 2      | 1:36:21,757 | 01    | 1:15,839 (64.)   |
| 02   | Carlos Sainz jr. | Ferrari                      | 70     | 2      | + 0,993     | 03    | 1:15,749 (63.)   |
| 03   | Lewis Hamilton   | Mercedes                     | 70     | 2      | + 7,006     | 04    | 1:16,167 (69.)   |
| 04   | George Russell   | Mercedes                     | 70     | 2      | + 12,313    | 08    | 1:16,418 (63.)   |
| 05   | Charles Leclerc  | Ferrari                      | 70     | 1      | + 15,168    | 19    | 1:15,901 (62.)   |
| 06   | Esteban Ocon     | Alpine-Renault               | 70     | 2      | + 23,890    | 07    | 1:17,110 (62.)   |
| 07   | Valtteri Bottas  | Alfa Romeo-Ferrari           | 70     | 1      | + 25,247    | 11    | 1:16,927 (60.)   |
| 08   | Zhou Guanyu      | Alfa Romeo-Ferrari           | 70     | 2      | + 26,952    | 10    | 1:16,578 (63.)   |
| 09   | Fernando Alonso  | Alpine-Renault               | 70     | 2      | + 29,945    | 02    | 1:17,010 (64.)   |
| 10   | Lance Stroll     | Aston Martin Aramco-Mercedes | 70     | 1      | + 38,222    | 17    | 1:17,421 (64.)   |
| 11   | Daniel Ricciardo | McLaren-Mercedes             | 70     | 2      | + 43,047    | 09    | 1:17,932 (59.)   |
| 12   | Sebastian Vettel | Aston Martin Aramco-Mercedes | 70     | 2      | + 44,245    | 16    | 1:17,956 (63.)   |
| 13   | Alexander Albon  | Williams-Mercedes            | 70     | 2      | + 44,893    | 12    | 1:17,951 (59.)   |
| 14   | Pierre Gasly     | AlphaTauri-RBPT              | 70     | 2      | + 45,183    | 15    | 1:17,810 (60.)   |
| 15   | Lando Norris     | McLaren-Mercedes             | 70     | 2      | + 52,145    | 14    | 1:17,495 (63.)   |
| 16   | Nicholas Latifi  | Williams-Mercedes            | 70     | 2      | + 59,978    | 18    | 1:18,540 (61.)   |
| 17   | Kevin Magnussen  | Haas-Ferrari                 | 70     | 1      | + 1:08,180  | 05    | 1:18,046 (11.)   |
| –    | Yuki Tsunoda     | AlphaTauri-RBPT              | 47     | 2      | DNF         | 20    | 1:18,309 (15.)   |
| –    | Mick Schumacher  | Haas-Ferrari                 | 18     | 0      | DNF         | 06    | 1:18,967 (13.)   |
| –    | Sergio Pérez     | Red Bull Racing-RBPT         | 7      | 0      | DNF         | 13    | 1:18,844 (07.)   |

Anmerkungen
1. ↑  Alonso erhielt nachträglich eine Zeitstrafe von fünf Sekunden für zu häufiges Richtungswechseln bei Positionsverteidigung.
2. ↑  Norris erhielt nachträglich eine Zeitstrafe von fünf Sekunden für zu schnelles Fahren in der Boxengasse.

## WM-Stände nach dem Rennen
Die ersten zehn des Rennens bekamen 25, 18, 15, 12, 10, 8, 6, 4, 2 bzw. 1 Punkt(e). Zusätzlich gab es einen Punkt für die schnellste Rennrunde, da der Fahrer unter den ersten Zehn landete.

### Fahrerwertung
| Pos. | Fahrer           | Konstrukteur         | Punkte |
| ---- | ---------------- | -------------------- | ------ |
| 01   | Max Verstappen   | Red Bull Racing-RBPT | 175    |
| 02   | Sergio Pérez     | Red Bull Racing-RBPT | 129    |
| 03   | Charles Leclerc  | Ferrari              | 126    |
| 04   | George Russell   | Mercedes             | 111    |
| 05   | Carlos Sainz jr. | Ferrari              | 102    |
| 06   | Lewis Hamilton   | Mercedes             | 77     |
| 07   | Lando Norris     | McLaren-Mercedes     | 50     |
| 08   | Valtteri Bottas  | Alfa Romeo-Ferrari   | 46     |
| 09   | Esteban Ocon     | Alpine-Renault       | 39     |
| 10   | Fernando Alonso  | Alpine-Renault       | 18     |
| 11   | Pierre Gasly     | AlphaTauri-RBPT      | 16     |

| Pos. | Fahrer           | Konstrukteur                 | Punkte |
| ---- | ---------------- | ---------------------------- | ------ |
| 12   | Kevin Magnussen  | Haas-Ferrari                 | 15     |
| 13   | Daniel Ricciardo | McLaren-Mercedes             | 15     |
| 14   | Sebastian Vettel | Aston Martin Aramco-Mercedes | 13     |
| 15   | Yuki Tsunoda     | AlphaTauri-RBPT              | 11     |
| 16   | Zhou Guanyu      | Alfa Romeo-Ferrari           | 5      |
| 17   | Alexander Albon  | Williams-Mercedes            | 3      |
| 18   | Lance Stroll     | Aston Martin Aramco-Mercedes | 3      |
| 19   | Mick Schumacher  | Haas-Ferrari                 | 0      |
| 20   | Nico Hülkenberg  | Aston Martin Aramco-Mercedes | 0      |
| 21   | Nicholas Latifi  | Williams-Mercedes            | 0      |

### Konstrukteurswertung
| Pos. | Konstrukteur         | Punkte |
| ---- | -------------------- | ------ |
| 1    | Red Bull Racing-RBPT | 304    |
| 2    | Ferrari              | 228    |
| 3    | Mercedes             | 188    |
| 4    | McLaren-Mercedes     | 65     |
| 5    | Alpine-Renault       | 57     |

| Pos. | Konstrukteur                 | Punkte |
| ---- | ---------------------------- | ------ |
| 06   | Alfa Romeo-Ferrari           | 51     |
| 07   | AlphaTauri-RBPT              | 27     |
| 08   | Aston Martin Aramco-Mercedes | 16     |
| 09   | Haas-Ferrari                 | 15     |
| 10   | Williams-Mercedes            | 3      |